# بیمارستان سیدالشهدا (بندرعباس)
بیمارستان نبوت بیمارستانی متعلق به نیروی دریایی ارتش جمهوری اسلامی ایران در شهر بندرعباس، استان هرمزگان است که وابسته دانشگاه علوم پزشکی ارتش می باشد.
بیمارستان سیدالشهداء (ع) منطقه یکم امامت نداجا، متشکل از بخش های متفاوت تشخیصی_درمانی و درمانگاه های تخصصی و فوق تخصصی رشته‌های مختلف گروه های جراحی، کودکان، داخلی، زنان و زایمان و مامایی، بخش های بستری رشته‌های ذکر شده و نیز اتاق های عمل و بخش های ویژه بزرگسالان و اطفال، ICU، CCU، PICU، NBC، دیالیز، حراجی پلاستیک و ترمیمی، تصویربرداری و سی تی اسکن و سونوگرافی و آزمایشگاه و پاتولوژی و فیزیوتراپی است.
از وجه تمایزات این بیمارستان، می‌توان به دارا بودن بزرگترین بخش موجود کشور و منحصر به فرد هایپربار مخصوص درمان بیماریهای غواصی و کاربردی طب نوین و همچنین فعال بودن بخش اورژانس هوایی و فرودگاه استاندارد بالگرد اشاره کرد.